# María Bourdin
María Bourdin (Formosa, Argentina, 27 de enero de 1974) es una periodista especializada en periodismo judicial. Dirige los sitios cij.gov.ar, csjn.gov.ar y datos.csjn.gov.ar y es Secretaria de Comunicación y Gobierno Abierto de la Corte Suprema de Justicia de la Nación Argentina.

## Trayectoria
Nacida en la ciudad de Formosa cursó allí sus estudios primarios y secundarios. En 1996, con 22 años, se recibió de abogada en la Universidad Católica de Santa Fe. Vivió en las ciudades de Guayaquil (Ecuador), Guatemala (Guatemala) y Washington D. C. (Estados Unidos) para radicarse en la ciudad de Buenos Aires donde reside. 
Entre 1999 y 2002 realizó un posgrado en Opinión Pública y Medios de Comunicación en FLACSO y obtuvo el título de Magíster en Periodismo de la Universidad de San Andrés.[cita requerida] Entre 2003 y 2007 ganó la beca “Nuevos periodistas” del diario Clarín, fue editora general del sitio de internet para profesionales www.iprofesional.com y fue periodista judicial en el canal de noticias C5N. En 2008 desarrolló el Centro de Información Judicial, la Agencia de Noticias del Poder Judicial, un sitio web que depende de la Corte Suprema de Justicia de la Nación, dedicado a cubrir de manera en línea la actividad de los tribunales. En 2012 fue designada Directora de Comunicación Pública de la Corte Suprema de Justicia de la Nación teniendo a su cargo el Centro de Información Judicial y toda otra área vinculada a la política comunicacional del Máximo Tribunal. En 2014 publicó su primer libro "Justicia y Medios. La revolución comunicacional de la Corte Suprema argentina". Con prólogo del presidente de la Corte Suprema argentina, Ricardo Lorenzetti, “Justicia y Medios” relata el proceso de creación de la Agencia de Noticias del Poder Judicial, un proyecto que revolucionó la manera de comunicar las decisiones judiciales en la Argentina. En 2015 fue designada Secretaria de Comunicación y Gobierno Abierto de la Corte Suprema de Justicia de la Nación Argentina, con el objetivo es profundizar la política de comunicación que lleva adelante el tribunal basada en la transparencia y la participación social, lo que garantiza el acceso a la información y la publicidad de los actos de gobierno.